# Аллахвердиев, Эльхан Шамиль оглы
Эльхан Шамиль оглы Аллахвердиев (азерб. Elxan Şamil oğlu Allahverdiyev; Пустой шаблон {{ВД-Преамбула}} ) — глава исполнительной власти Бинагадинского района (с 2018).

## Биография
Родился 15 июня 1960 года в г. Баку. 
В 1988 году окончил аспирантуру Института почвоведения и агрохимии Азербайджана.
С 1984 по 1994 год работал в Институте почвоведения и агрохимии Азербайджана на различных должностях.
С 1998 по 2005 год являлся директором ООО «Meridian».
С 2005 по 2015 год — заместитель директора по коммерции компании «Duet».
С 2015 по 2016 год — заместитель председателя правления небанковской кредитной организации «Kredex».
В 2017 году являлся директором ООО «Kontinent İnşaat».
Глава исполнительной власти Бинагадинского района (с 6 июня 2018).

## Семья
Отец, Шамиль Аллахвердиев, геолог.